# Somalias flag
Somalias flag er lyseblåt med en hvid femtakket stjerne i midten. Det blev taget i brug 12. oktober 1954. Den lyseblå farve er inspireret fra FN's flag. Stjernen er et symbol på frihed, og de fem takker på de fem områder somalierne bor i:
- Den tidligere britiske koloni
- Den tidligere italienske koloni
- Ogadia-regionen i Etiopien
- Det nordlige grænsedistrikt i Kenya
- Grænsedistriktet i Djibouti

## Eksternt link
- Somalia på Flags of the  World

| Flag | Spire Denne artikel om flag eller vexillologi er en spire som bør udbygges. Du er velkommen til at hjælpe Wikipedia ved at udvide den. |